# Cercopidae
Famille
Les Cercopidae sont une famille d'insectes (comprenant les cercopes), de l'ordre des hémiptères (les hémiptères sont caractérisés par leurs deux paires d'ailes où, chez beaucoup d'espèces, la première paire, en partie durcie, est transformée en hémiélytre et, chez tous, par leurs pièces buccales piqueuses), du sous-ordre (selon les normes taxonomiques récentes) des Auchenorrhyncha, de l'infra-ordre des Cicadomorpha.

## Liste des genres présents en Europe
- Cercopis Fabricius 1775
- Haematoloma Haupt 1919
- Triecphorella Nast 1933